# Anu Valia
Anu Valia est une réalisatrice, scénariste, actrice et productrice américaine de télévision et de cinéma, surtout connue pour avoir réalisé le court métrage Lucia, Before and After, qui a remporté le prix du jury du court métrage du Sundance Film Festival 2017.

## Jeunesse et éducation
Anu Valia est née dans une famille sikhe de l'Indiana et a grandi dans la région de Chicago, plus précisément dans la ville de Schererville, Indiana,. Valia a étudié la danse dès l'âge de 5 ans et, au lycée, a organisé un spectacle de danse caritatif pour soutenir les personnes vivant avec le VIH / SIDA. Après avoir obtenu son diplôme de la Morgan Park Academy en 2006, Valia est allée à l'école Tisch School of the Arts,.

## Carrière
De 2011 à 2013, Valia a été productrice à College Humor, apparaissant comme elle-même dans plusieurs vidéos et remportant une nomination pour un Webby Award,.
Valia a écrit et réalisé le court métrage Lucia, Before and After, sur une jeune femme attendant de se faire avorter au Texas. Le film a remporté le prix du jury du court métrage du Sundance Film Festival 2017. En 2018, Valia a rejoint la société de production de Los Angeles Majority, qui cherche à créer des opportunités pour les réalisatrices.
Elle a réalisé des épisodes d'émissions telles que Ma première fois, Mixed-ish, Awkwafina Is Nora from Queens, Love Life, A.P. Bio et And Just Like That.... De plus, Valia a été productrice d'histoires pour l'adaptation télévisée. de Mon frère, mon frère et moi.
En juillet 2020, Valia, qui est d'origine indienne, a été annoncée comme mentor lors de la première année d'un programme de mentorat mettant en relation des talents en herbe d'origine sud-asiatique dans l'industrie de la télévision et du cinéma avec des acteurs, des écrivains et des dirigeants qui pourraient les encadrer dans Hollywood. 
En décembre 2020, Marvel Studios a annoncé que Valia réalisera des épisodes de la série en streaming Disney + She-Hulk : Avocate se déroulant dans le MCU pour une sortie en 2022.